# La famiglia del professore matto
La famiglia del professore matto (Nutty Professor II: The Klumps) è un film del 2000 diretto da Peter Segal, ed interpretato da Eddie Murphy e Janet Jackson.
Si tratta di un seguito de Il professore matto (1996), diretto da Tom Shadyac, in cui Murphy ritorna ad impersonare il timido e geniale scienziato sovrappeso Sherman Klump e la sua controparte magra e prepotente Buddy Love (scissosi, per via d'un esperimento genetico andato storto, in un organismo indipendente), oltreché la stessa famiglia obesa e sopra le righe dei Klump (che, rispetto al film precedente, si guadagna maggior spazio e visibilità nell'intreccio).

## Trama
Il film inizia con Sherman Klump che racconta ad uno psicanalista il suo incubo frequente, ovvero il suo matrimonio rovinato da Buddy Love: infatti Buddy talvolta prende possesso di Sherman, facendogli perdere il proprio controllo mentale.
Klump intanto ha realizzato un nuovo siero: la "formula della giovinezza", aiutato dal suo assistente Jason e la collega Denise Gaines e la presenta al rettore del Welman College, Dean Richmond, facendo una dimostrazione pratica su Buster, il cane di Jason: l'animale passa da 14 a 2 anni in pochi secondi, grazie ad una modificazione genetica, benché l'effetto sia temporaneo.
La sera stessa avviene l'ormai classica cena familiare, come al solito abbondante sia nelle portate che nei comportamenti coloriti dei presenti. Durante la cena entra un nuovo personaggio, il signor Isaac, il convivente di Nonna Klump, apparentemente gracile ma sessualmente molto attivo. Nonna Klump ne approfitta per prendere in giro suo genero Cletus, che a differenza di Isaac non è per niente interessato ad avere rapporti sessuali con sua moglie Anna: Cletus non la prende affatto bene, e tra suocera e genero scatta un battibecco. Sherman propone, per tentare di placare la situazione, un brindisi alla salute di suo padre Cletus, in occasione del fatto che dopo trentacinque anni di lavoro nel settore edilizio, può finalmente andare in pensione: tuttavia questo momento viene rovinato da un intervento di Buddy, sfociato in un piccolo incendio causato da un peto di Cletus.
Sherman si sottopone quindi ad un test e scopre il gene che provoca le anomalie indesiderate, ma Jason lo invita al ragionamento e lo incoraggia, dopo la decisione per l'estrazione del gene difettoso. Dopo questo evento sconvolgente, Denise dice a Sherman di aver ricevuto una proposta di lavoro presso un'altra università, situata in un altro Stato americano, ma che ancora non ha deciso se trasferirsi o meno, asserendo il fatto che si è innamorata di lui, nonostante la sua obesità, perché ha molti valori, due su tutti, la gentilezza e la sincerità: la sera stessa Klump organizza una serenata, che però va a finire male, dopo che Buddy riprende il controllo della situazione, e Denise, completamente ignara della situazione psicologica del professore, crede che si tratti di una provocazione e se ne va.
L'imminente notte Klump si reca nel laboratorio dell'università ed estrae il gene difettoso, perdendo i sensi. Viene risvegliato la mattina seguente dall'assistente Jason, che lo avverte sul fatto che potrebbero esserci problemi sulla sua intelligenza. Sherman invita Denise chiedendole la mano, dopo averle chiesto scusa per i fatti della sera precedente che Klump ha camuffato per non impensierire la sua amata. L'alter ego intanto si è ricomposto da un pelo di Buster che è andato a depositarsi sul liquido contenente il gene difettoso, rovesciato sul pavimento del laboratorio dal cane stesso.
Mentre Sherman e Denise festeggiano il proprio fidanzamento, il rettore Richmond si intromette e comunica loro una notizia di contratto: una nota casa farmaceutica, la Phleer, avanza un'offerta di 150 milioni di dollari per la formula della giovinezza, tutto a favore del Wellman College. I due si recano poi al cinema ma incontrano Buddy, che vuole la formula della giovinezza e scopre il contratto, sottraendolo a Sherman. Il professore quindi mette al sicuro la formula onde evitare che il suo nemico la trovi. Buddy si presenta alla Phleer, con comportamenti canini per via dell'alterazione genetica, proponendo la formula a 140 milioni di dollari. Intanto Sherman e Jason capiscono come si è manifestata la ricostruzione del gene di Buddy.
Durante una lezione avviene ciò che aveva temuto il suo assistente: Klump si trova in una situazione imbarazzante, quando non riesce più a spiegare ai suoi allievi il contenuto delle sue lezioni. Sfida quindi in un labirinto "il criceto più stupido", perdendo per ben cinque volte consecutive. Il professore si accorge che il suo quoziente intellettivo sta diminuendo in modo repentino, e viene informato anche da Jason. Nel frattempo Buddy entra in casa di Sherman, ma per fortuna del professore non trova la formula, che viene nascosta nel box della casa dei genitori.
In seguito ad un misunderstanding avvenuto con Anna, Cletus beve la formula e, dopo essere ringiovanito, si reca in un night club, proprio nel momento in cui Buddy doveva presentare la formula. Love nota che Cletus si trasforma e capisce dov'è stato nascosto il siero. Entra quindi in casa durante uno spogliarello e, approfittando dei difetti d'età della nonna, riesce a trovare la formula: dopo essersi versato parte di quella buona in un'altra fialetta, danneggia il restante con del fertilizzante liquido.
Durante la conferenza stampa, la famiglia Klump è riunita davanti alla TV e segue la presentazione della formula della giovinezza. I famigliari tuttavia notano che Sherman ha qualcosa di strano, dato che sembra non riuscire a parlare chiaramente. Nel frattempo il professore somministra ad un criceto di 4 anni il siero. Le cose sembrano andare per il verso giusto, finché il criceto, dopo esser stato preso da un raptus di libidine nella propria gabbietta, si espande diventando alto tre metri. Durante il panico generale dei presenti, il rettore si rifugia sotto una pelliccia, e il criceto, ancora in preda alla libidine, scambia il rettore per un criceto femmina.
Dopo che Buddy ha riconquistato la fiducia di Leanne Guilford, il rettore, in seguito alla pessima figura che ha fatto in diretta televisiva, licenzia Klump, che ormai va incontro ad una perdita repentina del suo quoziente intellettivo. Sherman rinuncia al matrimonio con Denise, ma rinuncia anche a dirle la verità per non farla soffrire. Involontariamente, durante una conversazione con Sherman, Cletus pronuncia la soluzione dei guai di suo figlio.
La mattina seguente il professore si precipita in laboratorio per preparare la formula della giovinezza, ma viene colto in flagrante da Richmond, che minaccia di citarlo in giudizio in tribunale. Klump spiega la sua situazione e riacquista la fiducia del rettore. Intanto Denise comprende le condizioni psicologiche del suo amato, e cerca di raggiungerlo con l'aiuto di Cletus. Giunti alla Phleer, rettore e professore affrontano Buddy: Klump, con la poca intelligenza che gli rimane, decide di "giocare con Buddy" stimolandolo con una pallina da tennis imbevuta del siero (da ricordare che Buddy si è ricombinato sulla sequenza genetica di un cane). L'alter-ego cade del tranello, inizia la sua regressione fino a ridursi ad un liquido mobile, ma nel frattempo fugge e raggiunge la stazione ferroviaria, dove si ferma accanto alla fontana ed evapora. Klump viene raggiunto da Cletus e dalla fidanzata, ma Sherman sembra non riconoscerla più: le speranze sembrano finite, anche se Denise ha comunque intenzione di prendersi cura di lui, ma il DNA di Buddy si scioglie nelle particelle d'acqua della fontana: Denise fa bere a Sherman quell'acqua, e il professore inizia a riacquisire la sua memoria: Cletus gli immerge la testa, facendogli ingerire più acqua, e il professore recupera tutta la sua intelligenza.
Il film si conclude con Sherman e Denise che si sposano.

## Colonna sonora
Il tema principale della colonna sonora di questo film è Doesn't Really Matter di Janet Jackson.

## Accoglienza

### Incassi
La famiglia del professore matto ha incassato oltre $ 42,5 milioni nel weekend di apertura e ha raggiunto un totale lordo di oltre $ 123,3 milioni negli Stati Uniti. Ha guadagnato altri $ 43 milioni in altri territori, per un totale mondiale di $ 166,3 milioni in tutto il mondo.

### Critica
A differenza del primo film, questo ha ricevuto recensioni sfavorevoli dalla critica. Su Rotten Tomatoes il film ha un indice di gradimento del 26% sulla base delle recensioni di 88 critici. Su Metacritic il film ha un punteggio di 38 su 100, un punteggio che indica recensioni generalmente sfavorevoli, sulla base delle recensioni di 34 critici.
La maggior parte dei critici ha dato una valutazione generalmente negativa del film con almeno un cenno alla versatilità e al talento comico di Murphy.

## Riconoscimenti
- 2001 - Saturn Award
  - candidatura per il miglior trucco a Rick Baker, Nena Smarz e Edie Giles
- 2001 - Blockbuster Entertainment Award
  - candidatura come attrice comica preferita a Janet Jackson
  - candidatura come attore comico preferito a Eddie Murphy
- 2001 - BMI Film & TV Award
  - BMI Film Music Award a David Newman
  - Miglior performance canora in un film a Janet Jackson
- 2001 - Kids' Choice Award
  - candidatura come film preferito
  - candidatura come attore preferito a Eddie Murphy
  - candidatura come attrice preferita a Janet Jackson
- 2001 - MTV Movie & TV Award
  - candidatura per la miglior performance comica a Eddie Murphy
- 2001 - Satellite Award
  - candidatura per il miglior attore (in un film commedia o musicale) a Eddie Murphy